# バート・ザクサ

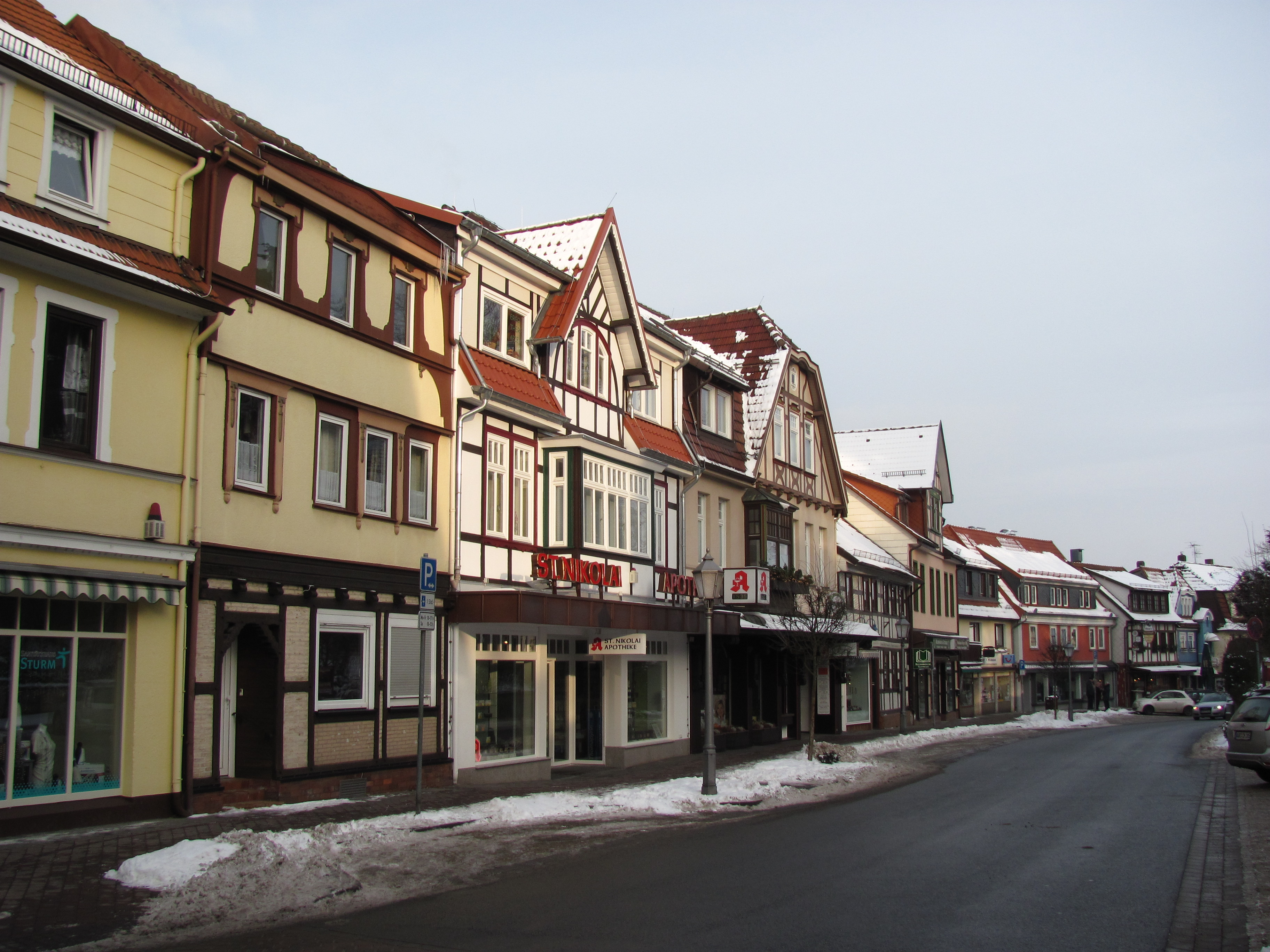
バート・ザクサの街並み

バート・ザクサ (ドイツ語: Bad Sachsa, ドイツ語発音: [baːt ˈzaksə]、1905年まではザクサが公式の名称であった) は、ドイツ連邦共和国ニーダーザクセン州南部のゲッティンゲン郡に属す都市である。ハルツ山地の南周縁部に位置する小都市で、ゲッティンゲンの東約 50 km にあたる。この街は州指定のハイルクリマティシャー・クアオルト（気候の良い保養地）である。

## 地理
街をウッフェ川が貫いている。市の中心部付近に人工的に掘削されたシュメルツ池がある。最高地点はラーヴェンスベルクの海抜 659 m で、市の中心部からは北西に位置する。

### 市の構成
バート・ザクサ市は4つの地区で構成されている。人口は2016年4月1日現在の数値である。
| 地区名         | 地区名       | 人口  |
| -------------- | ------------ | ----- |
| バート・ザクサ | Bad Sachsa*  | 6,326 |
| シュタイナ     | Steina       | 735   |
| ノイホーフ     | Neuhof       | 672   |
| テッテンボルン | Tettenborn** | 622   |
| 合計           | 合計         | 8,355 |

* ニュクサイ集落 (Nüxei) を含む

** テッテンボルン＝コロニー (Tettenborn-Kolonie) 集落を含む

## 歴史

### 中世から近世
この集落の最初の文献上の記録は1219年になされている。ヴァルケンリート修道院による Saxa 集落近郊の湖の購入契約書として810年頃に作成されたものとされる文書は疑わしいもので、これをこの街の最初の文献記録とすることは誤りである。1229年にザクサのジークフリート司祭に関して言及されていることから、この頃にはすでにザクサが成立していたと判断される。現存する最も古い建物は（現在は福音主義の）聖ニコライ教会の塔で、その建立は1180年から1200年の間とされている。ノイホーフ近郊のザクセンシュタインに、ローマ王ハインリヒ4世が1070年頃に建造したザクセンブルク城趾がある。この城は、この地方の武力蜂起に対するゲルストゥンゲンの和約に基づき、1074年に未完のまま再び解体された。
ザクサは、遅くとも1238年以降はホーンシュタイン伯領に属した。それ以前はクレッテンベルク伯領に属していた。1516年から1525年の間（おそらくは1525年）に都市権を獲得した。エルンスト7世が男系後継者を遺さないまま亡くなり、ホーンシュタイン伯家が1593年に断絶した後、シュヴァルツブルク伯とシュトルベルク伯がその相続を主張した。しかしハルバーシュタット司教領の管理人はこの伯領を空位のレーエンとして回収し、ブラウンシュヴァイク＝ヴォルフェンビュッテル公に改めてレーエンとして授与した。当時ハルバーシュタット司教領の管理人とブラウンシュヴァイク＝ヴォルフェンビュッテル公は同一人物、ハインリヒ・ユリウス・フォン・ブラウンシュヴァイク＝ヴォルフェンビュッテルであった。シュヴァルツブルク伯とシュトルベルク伯が帝国最高法院で有利な判決が出るよう訴訟を起こしたにもかかわらず、ハインリヒ・ユリウスとその後継者はこの伯領の売却を拒んだ。
三十年戦争の進行に伴い領主は何度も入れ替わった。最終的に1648年にスウェーデン王国がこの伯領を領した。ヴェストファーレン条約で、ホーエンシュタイン伯領を含むハルバーシュタット侯領はブランデンブルク選帝侯領となった。これ以後ザクサは、1807年から1813年までのフランス統治時代を除き、ブランデンブルク＝プロイセンに属した。プロイセンはウィーン会議で広大な領土を勝ち取り、1816年に王国を10の州に分けた。その一つとしてザクセン州が新たに創設された。ザクサはエアフルト県のノルトハウゼン郡に属した。この郡は1888年以後グラーフシャフト・ホーエンシュタインという名称を使用した。この状態は1945年まで続いた。

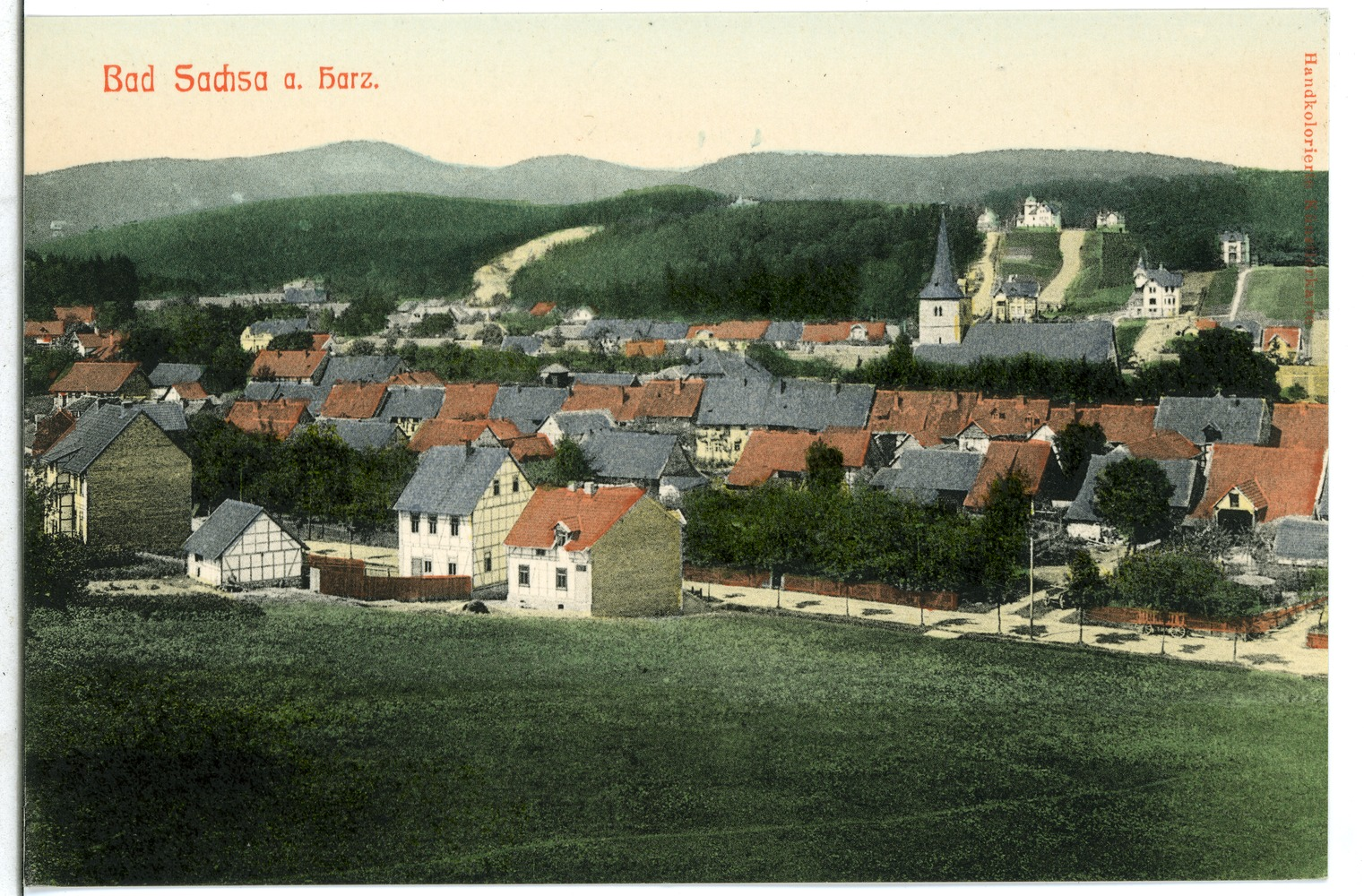
1907年のバート・ザクサ

バート・ザクサにおける観光業は1860年から始まり、1874年に温泉業が創業された。1900年には人口2,123人に対して湯治客が4,051人であった。1905年からこの街は公式にバート・ザクサと改名した。1920年代半ばの人口は3,195人であった。

### 国家社会主義
国家社会主義の時代、この街はノルトハウゼン＝南ハルツにおけるNSDAPの中心となった。この街には地域教育センター「フリッツ・ザウケル・ハウス」が開設された。1944年7月20日の暗殺未遂事件（7月20日事件）首謀者の子供たちがバート・ザクサのボルンタールにある児童養護施設に収容された。第二次世界大戦末までバート・ザクサにドルンベルガー作業司令部が置かれ、旧ペーネミュンデ軍事実験場の450人の指導者が配属された。敵の爆撃による危険性を考慮して、ヴァルター・ドルンベルガーやヴェルナー・フォン・ブラウンを含むロケット技術者もバート・ザクサおよびその周辺に移された。V1ロケットおよびV2ロケットの製造は、ノルトハイム近郊ミッテルバウ＝ドーラ強制収容所近くの上記司令部によって管理運営された。

### 1945年の占領地帯
1945年4月12日、バート・ザクサは小規模な戦闘の後アメリカ軍によって占領された。1944年9月12日のロンドン議定書で定められた占領地域に従ってアメリカ軍は7月初めに撤退した。バート・ザクサはソ連占領地域に属していたが、ソ連軍はこの街を放置しており、7月23日までイギリス軍がこの街を占領した。これに先立ちイギリス軍とソヴィエト軍の司令官の間で、バート・ザクサおよびその周辺地域（テッテンボルンも議論を含む）をイギリス占領地区とする替わりにブラウンシュヴァイクのブランケンブルク郡東部をソ連占領地域とする領域交換がなされていた。ザクサは事実上1945年7月半ばから、公式には1945年9月1日からオステローデ・アム・ハルツ郡に編入された。

### 1945年以後
1960年から1961年に、建築家ハンス・イェッケルの設計に基づきユースホステルが建設された。バート・ザクサ・クアザールも1962年から1963年にイェッケルの設計により建設された。
2016年11月1日にオステローデ・アム・ハルツ郡とゲッティンゲン郡が合併して以後、バート・ザクサはゲッティンゲン郡に属している。

### 市町村合併
隣接する集落や町村ノイホーフ（旧ブラウンシュヴァイク領）、シュタイナ（旧ハノーファー領）、テッテンボルンがこの街に合併した。

### 地名
ザクサ (Sachsa) の古い地名としては、1219年 Saxa、1232年 Sassa、1237年 Saxa、1238年 Sassa がある。ザクサはその由来の説明が困難な地名である。この地名は、最初は Sahs-aha から成立したと考えられる。後半部の基本となる語はおそらく、「水」や「川」を意味するゲルマン語 aha である。これにかかる Sahs- は「石」や「岩」を意味していると推測されている。これより、この地名は「岩場の小川」と解釈される。これは谷の一部分を指す名称であったのが、ウッフェ川およびザクセングラーベン川沿いのこの集落の名前として遺った可能性がある。

## 住民

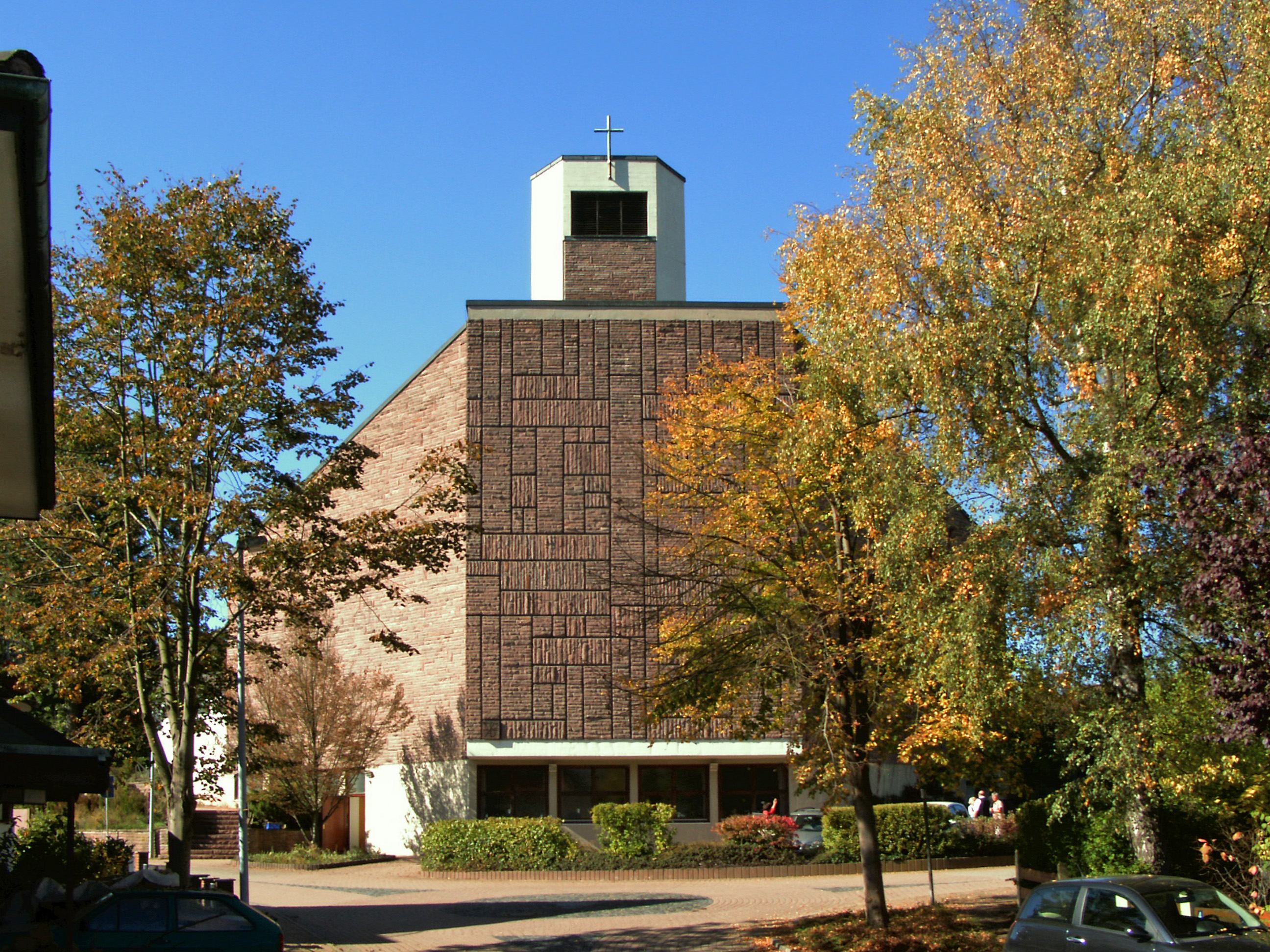
カトリックの聖ヨーゼフ教会

### 宗教
バート・ザクサには福音主義ルター派の聖ニコライ教会組織と、ノイホーフ、シュタイナおよびテッテンボルン地区の組織がある。バート・ザクサ教会組織は、かつてはザクセン教会管区福音主義教会に属し、東西ドイツ分裂時代はヴェストファーレン福音主義教会に属した。1996年10月に2つの教会組織の協定により福音主義ルター派ハノーファー地方教会のヘルツベルク教会クライス内に編入された。2013年1月1日にヘルツベルク教会クライス、オステローデ教会クライス、クラウスタール＝ツェラーフェルト教会クライスが統合されハルツァー・ラント教会クラスが成立すると聖ニコライ教会組織はこの教会クライスに属すこととなった。この組織は、キルヒ通り（教会通り）の同名の教会と、その隣に建つルター＝ハウスを所有している。
ローマ＝カトリックの聖ヨーゼフ教会はヘルダー通りにある。この教会はバート・ラウターベルクの聖ベンノ教区に属す。1931年にはすでにヘルダー通りに小さなカトリック教会聖ヨーゼフ教会が完成した。1961年から1963年に現在の教会が建設された。1910年に元々企業家の住居として建設されたビスマルク通りに建つカトリックのタンネンリート館は2009年に閉鎖された。この館の中には小さな礼拝堂があった。
バート・ザクサ新使徒派教会は1977年に創設され、ゲッティンゲン教会管区に属し、1979年にリング通りに完成した教会堂を有している。
エホバの証人は、シュタイナー通りに王国会館を有している。

## 行政

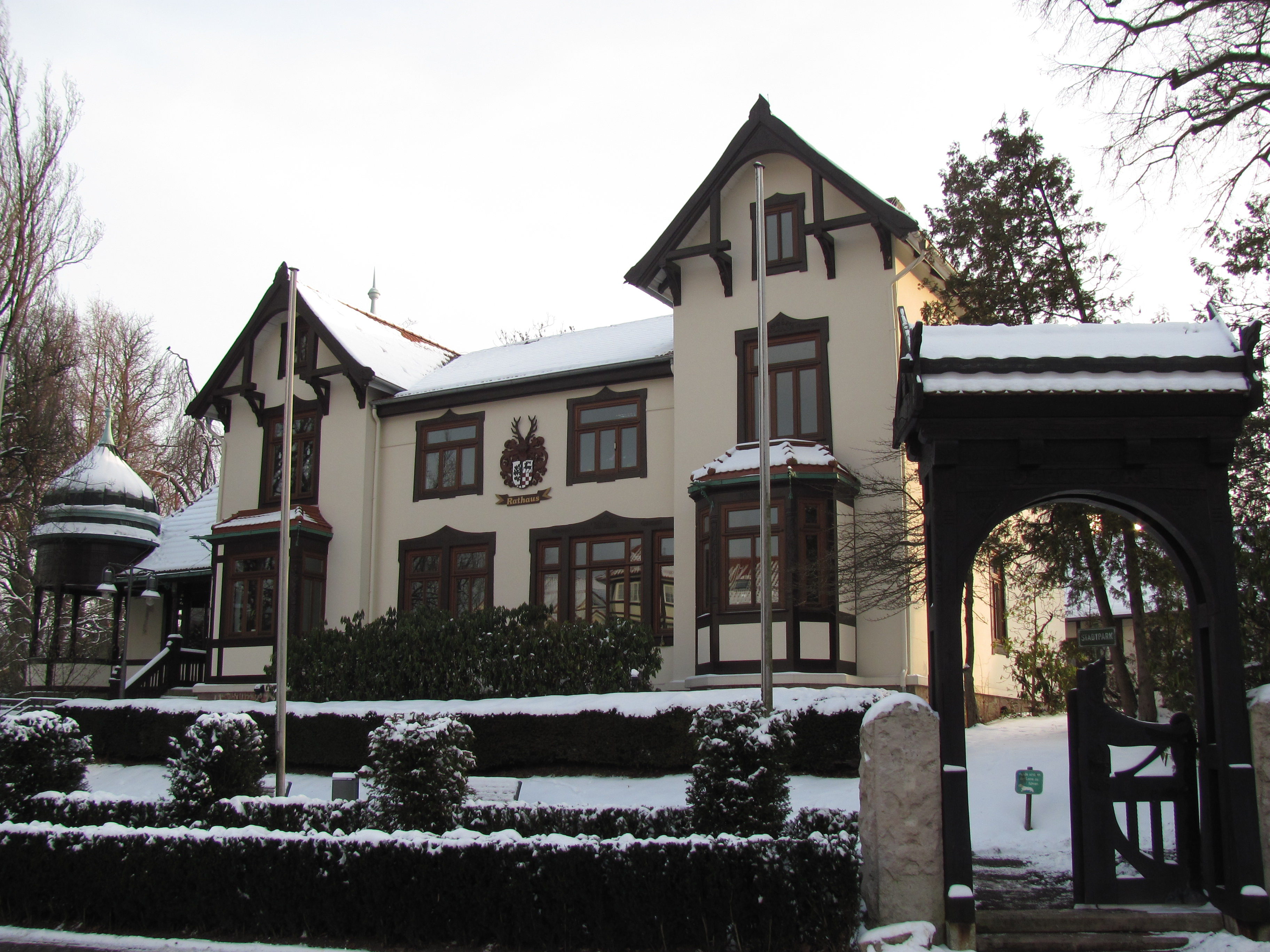
バート・ザクサの市庁舎

### 議会
バート・ザクサ市の市議会は 20議席で構成されている。これは人口7,001人から8,000人の自治体の議員定数である。20人の議員は5年ごとの住民選挙で選出される。
このほかに、市議会では市長が投票権を有している。

### 市長
2014年11月1日から市長を務めたアクセル・ハルトマン (CDU) は2018年3月31日に健康上の理由から引退した。市長代理が2年半に渡って職を引き継いだ。2020年11月22日の選挙で、ダニエル・クヴァーデ (FDP) が新たな市長に選出された。

### 紋章
図柄: 左右二分割。その半分はさらに上下に分割されている。向かって左は銀地で、緑の地面に分割線から半分だけ緑のオークの木が見えている。この木は金のドングリを6つ実らせている。向かって右上は銀地に赤い舌を出して歩む黒いシカ。向かって右下は赤 - 銀の市松模様 (3:3:3:2)。
バート・ザクサの現在の紋章は、マールブルクの国立公文書館の管理官オットー・コルンが1938年に描いた紋章デザインに由来する。しかしそのモチーフはかなり古くからのものである。1838年にはすでに市の営林官が「6つの実をつけたオークの木の半身」をデザインしたバックルをつけた革帯を所有していた。バート・ザクサの紋章のオークは「第三帝国」時代に初めて採用されたわけではないのである。バート・ザクサの市議会は、1950年9月14日にマールブルク国立文書館により許可された市の紋章使用が引き続き有効であることを決議した。この紋章は1953年4月2日にニーダーザクセン内務省によって認可された。
向かって左半分には、時代によって針葉樹や広葉樹が描かれた。この木はハルツヴァルトの中の狩猟に適した街であること示している。
バート・ザクサの紋章の、向かって右半分は1525年以降変更されている。黒いシカは、12世紀から13世紀にザクサが属していたケッテンベルク伯家の紋章動物である。1238年にザクサはホーンシュタイン伯領となった。その軍旗が市松模様であった。ザクサはホーンシュタイン家によって都市権を授けられた。この一門は1593年に断絶した。

### 姉妹都市
- カステルノ＝ド＝メドック（フランス語版、英語版）（フランス、ジロンド県）1973年

## 文化と見所

### 博物館

#### バート・ザクサ・ウィンタースポーツおよび郷土博物館
ウィンタースポーツおよび郷土博物館（ヒンデンブルク通り）は、変化に富んだこの街の歴史を言葉と画像で紹介している。靴職人、板金職人、400年までの桶職人の工房が再現されている。このほかに、19世紀の織機が展示されている。力点はウィンタースポーツにも費やされている。特にドイツ・ソリマイスターのソリ（1952年、1954年）や、地元の工場で作られた多くのスキーが見られる。

#### 国境博物館
テッテンボルン地区では1992年から集落の公民館で国境博物館が運営されている。この博物館は、かつての東西ドイツ国境から数百メートルの距離にある。博物館は連邦道 B243号線の国境が暫定的に開かれてから精確に3年後の11月12日に開館した。ここでは1945年から1990年までの南ハルツにおけるドイツ民主共和国による国境封鎖施設の変遷が紹介されている。博物館には、数多くのDDR国境警備隊の装備品、華々しい国境突破の記録、国境地域の暮らしが展示されている。
国境博物館は、2016年からバート・ザクサ・クアパークにある。

#### その他の博物館
バート・ザクサ NatUrzeit博物館では、南ハルツにおける2億9000万年の自然史が概観できる。シュタイナ地区には、ガラス製造とハルツのヴァルトガラスに関する情報を紹介するガラス博物館がある。

### 建築

#### 市庁舎
市立公園内にシュメールブルンネンとともにあるバート・ザクサ市の市庁舎は、張り出し部と別棟を有するユーゲントシュティール様式で建設された。完全にユーゲントシュティール様式で造形された会議場は特筆に値する。

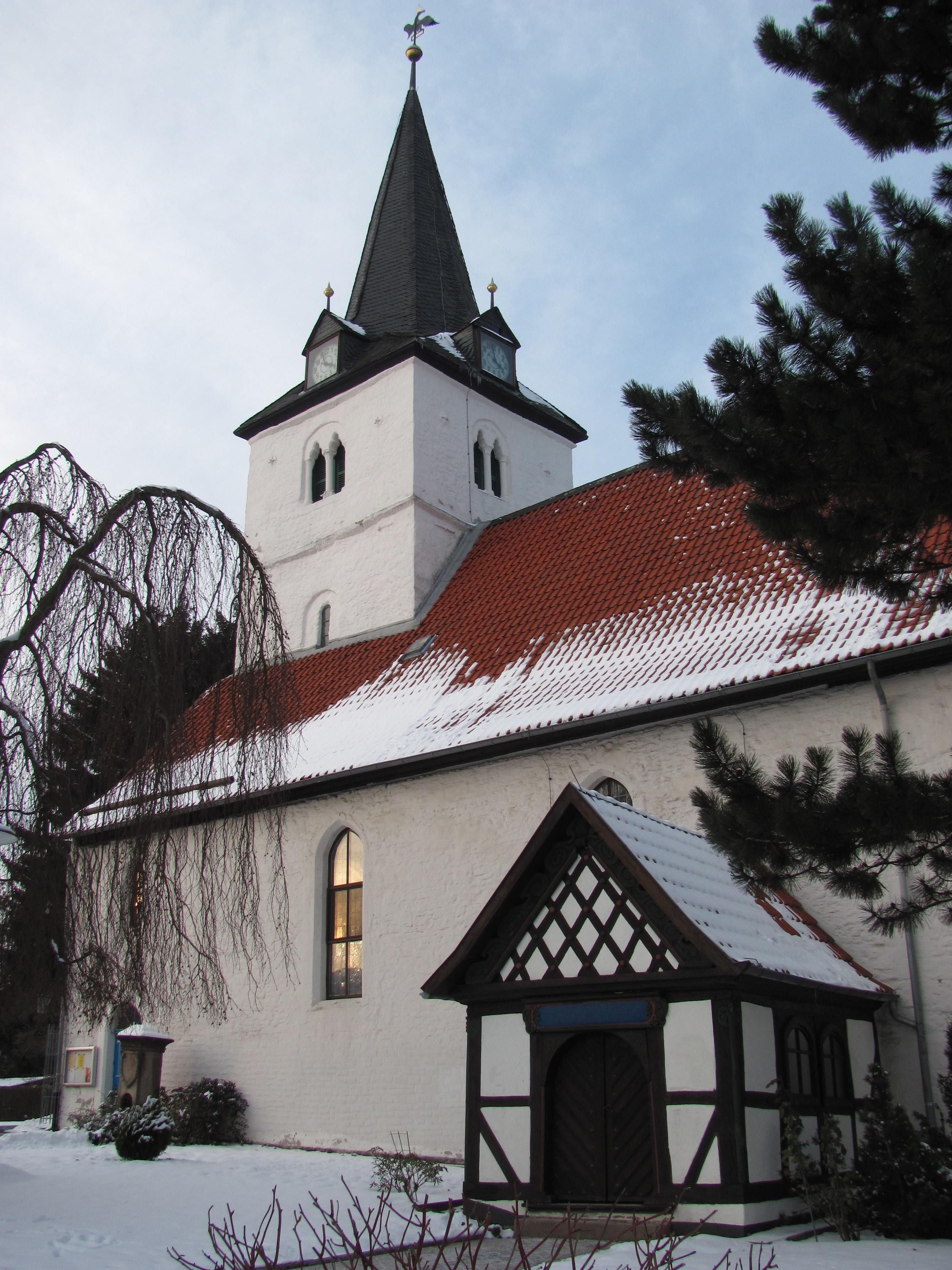
聖ニコライ教会

#### 聖ニコライ教会
聖ニコライ教会は本市で最も古い建造物である。12世紀中頃にロマネスク様式で建てられた西塔はバート・ザクサの内市街を眼下におさめている。1300年頃に現在の教会堂が建設された。1595年に当時の市長ハンゼン・ハルトマンによって祭壇が製作され、1680年に教会内を囲む2階席が、1691年に玄関を含む木組みの張り出し部が増築された。1711年に建設された説教壇を含むバロック様式の内装は見応えがある。教会が建つ市内中心部の高台からは本市のメイン商店街であるマルクト通りを含む眺望が得られる。

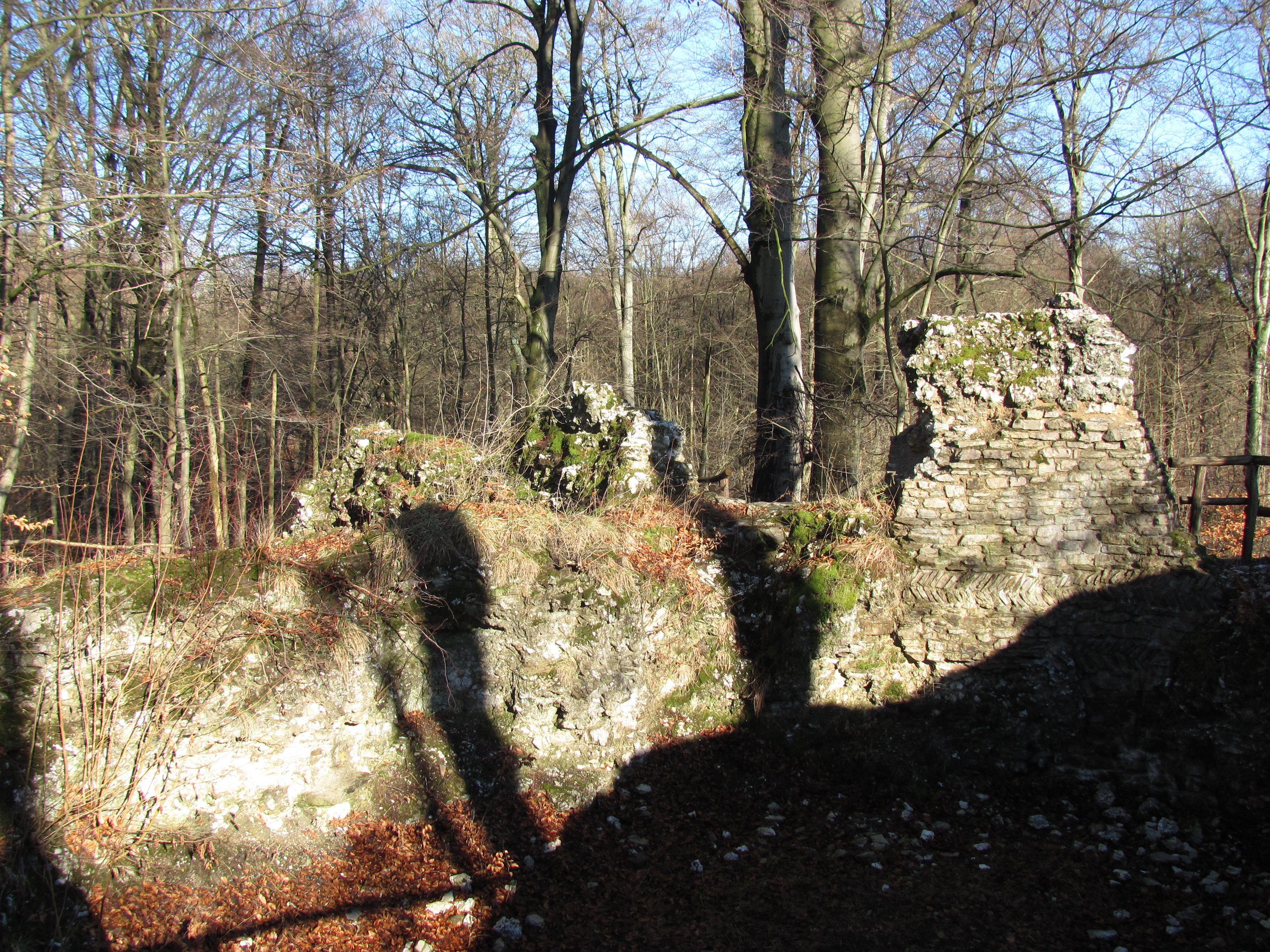
ザクセンブルク城趾

#### ザクセンブルク
バート・ザクサのやや南寄りの森に覆われた丘の上にザクセンブルク城趾も見所である。特に印象的なのは、直径 10 m の塔の基部である。1891年から1893年に発掘が行われた。

### レーマーシュタイン
レーマーシュタインは市の南部にある、伝説を持つ、裂け目の入った石組みであり、ローマンという名前の巨人族の若者にちなんで命名された。レーマーシュタインから遠くない場所に紀元前1万年頃の定住跡が見つかっている。

### ラーヴェンスベルク
海抜 659 m のラーヴェンスベルクはバート・ザクサの郷土の山である。ここには1970年に建設され、目につく送信塔がある。この送信塔は現在ドイツテレコムが使用している。ラーヴェンスベルクは西ハルツで唯一、自動車で行くことができる山である。標識のある遊歩道や、様々な難易度のマウンテンバイクツアーコースがここを起点としている。ウィンタースポーツでは、多くのリフトを備えたスキー場がある。2面のソリ用斜面が用意されており、南ハルツのロイペ網に接続してもいる。人工照明装置も装備されている。山頂からは、キフホイザー、ヴェーザー山地、ブロッケン山を含むハルツ山地の様々な山を望む全方位の眺望が得られる。

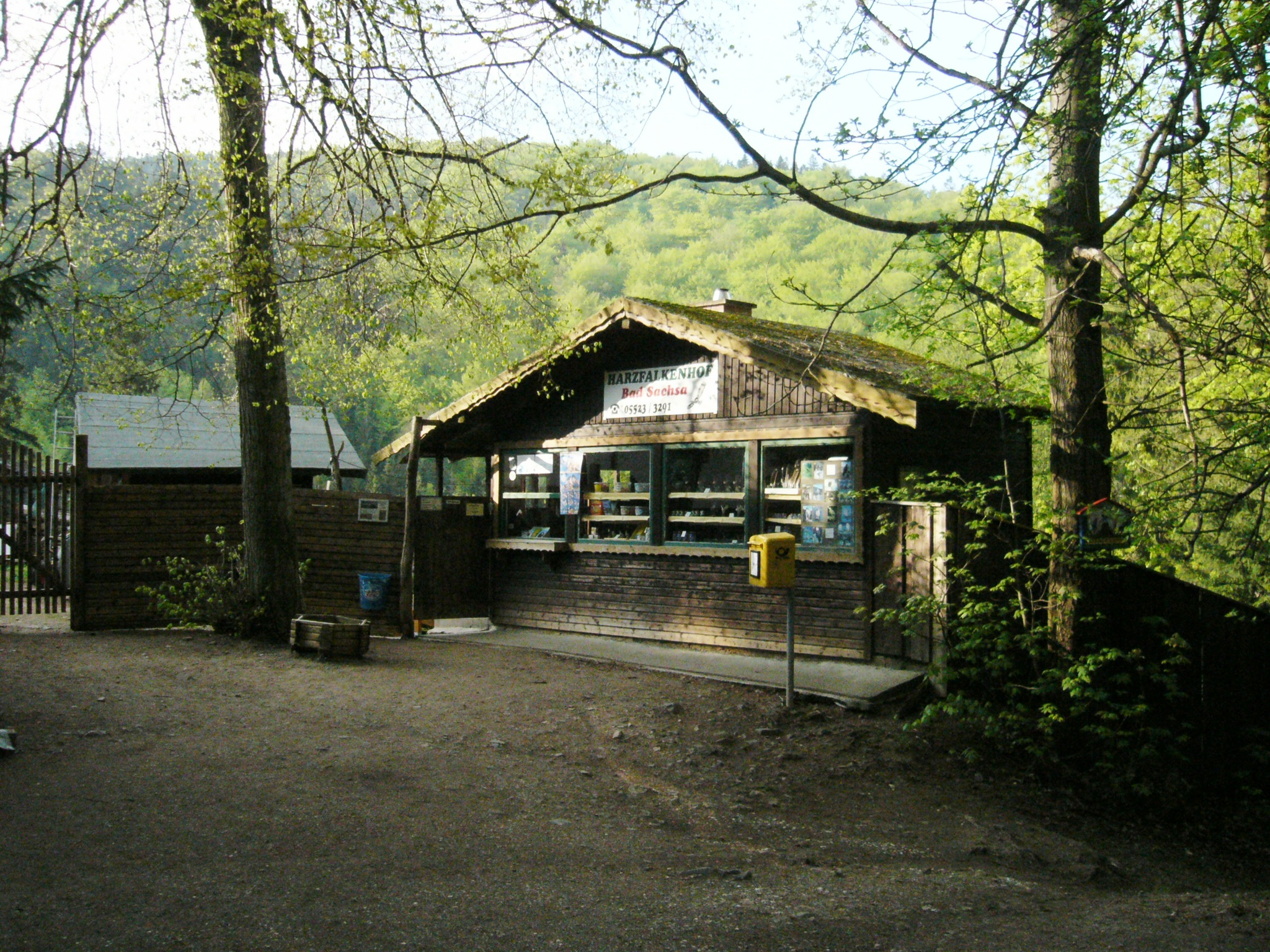
ハルツファルケンホーフの入り口

### ハルツファルケンホーフ
バート・ザクサの東端、カッツェンシュタインに猛禽園ハルツファルケンホーフがある。ここには様々な猛禽類が展示されており、飛行実演も行われている。

### メルヒェングルント
カッツェンタール通りのメルヒェングルントは1910年に建設された、ドイツで最も古いメルヘンパークの1つである。

### 自然保護区
市街の近くに「バート・ザクサおよびヴァルケンリート・カルスト地形」自然保護区と「プリオール池 / ザクセンシュタイン」自然保護地区がある。

## 経済と社会資本

### 観光業
19世紀半ばから観光業は重要な経済分野となっている。「クアオルト」（保養地）の添え名を街は1905年から使用している。

### 貯蓄銀行
バート・ザクサ貯蓄銀行は、ドイツで最も小さい独立した貯蓄銀行である。この貯蓄銀行は、2013年現在、収支合計 1億2744万ユーロ、従業員数 45人である。

### 教育
クアーパークに近いオスタータールに位置する寄宿制ギムナジウム「ペダゴギウム・バート・ザクサ」（「ペダ」とも呼ばれる）は、北ドイツで最も古い自主団体が運営する私立学校である。

### 交通

#### 鉄道
バート・ザクサは南ハルツ線によってドイツ鉄道の鉄道網に接続している。駅はノイホーフ地区の外れにあり、街の中心部からは約 2 km 離れている。この駅は後に設けられたものであり、それまではテッテンボルンの駅がバート・ザクサ唯一の駅であった。現在ではテッテンボルンの駅は廃止され、解体された。

#### 公共近郊交通
バート・ザクサは、南ニーダーザクセン交通連盟 (VSN) のバス路線 470号線、471号線、472号線で周辺地域と結ばれている。ある路線はテッテンボルンとシュタイナを結び、それぞれ別の路線がこれらの地区とノイホーフ地区とを結んでいる。すべての路線はバート・ザクサ駅を経由する。バート・ザクサの路線バスは VSN に加盟する民間企業によって運営されている。

#### 道路
バート・ザクサは連邦道 B243号線で結ばれている。このほかに多くの郡道や州道が通っている。市内では、通りが一部ひどく傷んでいるところもあるが、市の中心部は別である。これまで手入れが行き届いていたのは EU基金の援助によるものである。

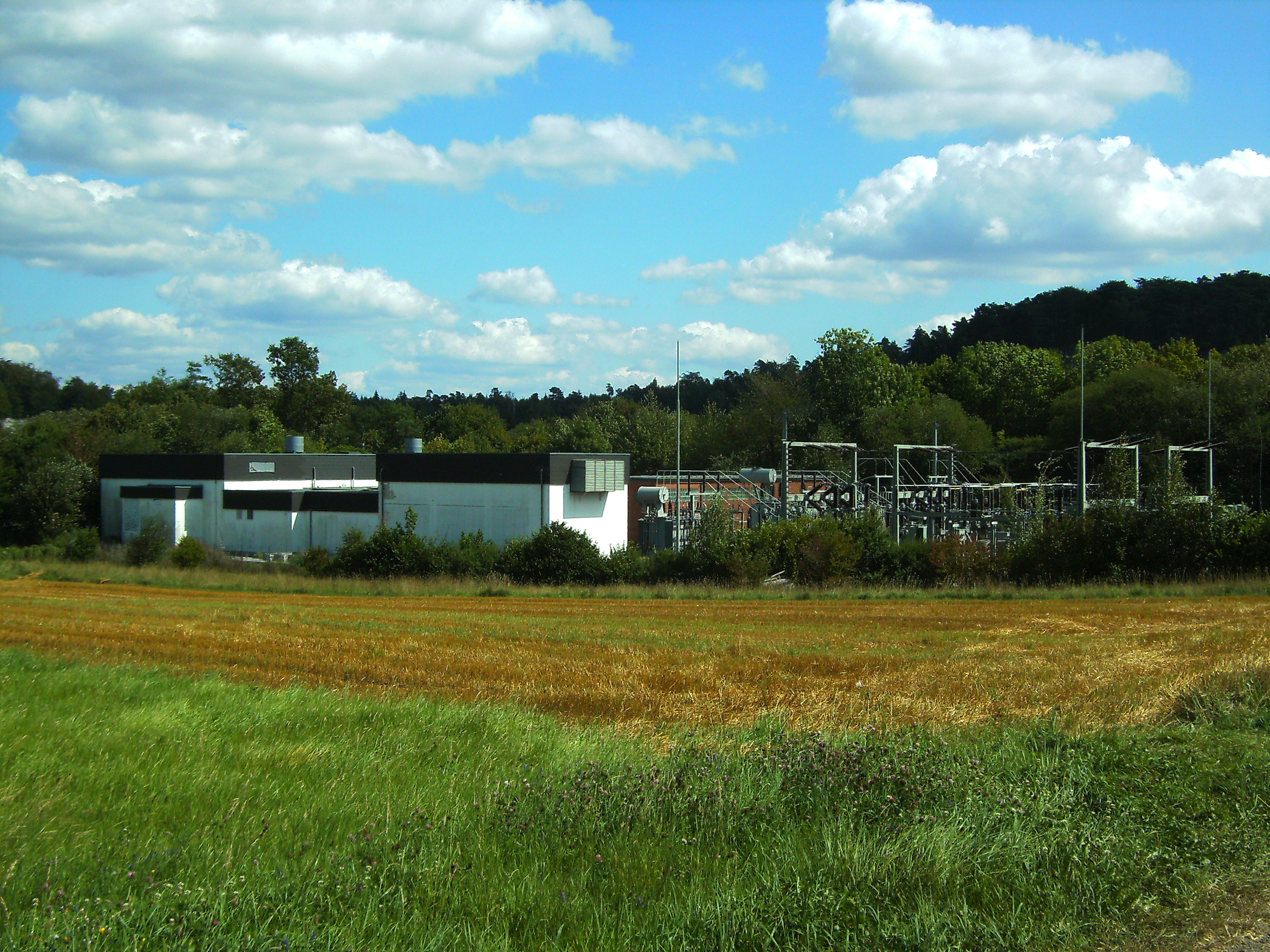
ノイホーフ変電所

### エネルギー
ノイホーフ変電所は、東西ドイツ国境開放前の1989年に 110 kV の送電線でヴォルクラムスハウゼン変電所と結ばれた。この送電線を介してDDRはニーダーザクセンに電力を輸出していた。周波数の変動を緩和するために、ノイホーフ変電所には 6-MVA-トランスバータが備えられている。

### ボルンタール・キャンプ場
ボルンタールには2001年にオープンしたキャンプ場がある。ここはかつて、1935年から1936年に建設された8棟の木造病棟からなる小児病院の敷地であった。ブレーメンのある財団が街の子供たちに南ハルツの温泉を体験させるための施設を建設した。しかしこの「子供レジャー施設」は当初の目的通りに機能しなかった。この土地は1936年にナチ政府に接収されたのである。ここに母体療養所が設けられた。1944年7月20日の暗殺未遂事件以後、暗殺者家族の子供 46人がここに収容され、ゲシュタポによる厳しい監視下に置かれた。また、1944年から1945年にヴェルナー・フォン・ブラウンとヴァルター・ドルンベルガーの秘密司令部がここに設けられた。アメリカ軍によって解放された後、子供の家は再びブレーメンの財団に返還されたが、しばらく後に売却された。その後この敷地に、全国的に有名な小児病院が設けられた。院内には分娩室、集中治療室、当時としては近代的なレントゲンステーションが備えられていた。このほか敷地内には4階建ての看護婦宿舎もあった。キャンピング場への改築の際、2棟の歴史を物語る建物が解体された。現在、かつての小児病院の敷地の大部分は自然に還り、何棟かの建物は破壊行為や保守不足のために一部が大きく損傷している。

## 人物

### ゆかりの人物
- フランツ・ルートヴィヒ・シェンク・グラーフ・フォン・シュタウフェンベルク（ドイツ語版、英語版）（1938年 - ）弁護士、政治家。ドイツ連邦議会議員、欧州議会議員。父親のクラウス・フォン・シュタウフェンベルクが1944年7月20日のアドルフ・ヒトラー暗殺未遂事件（7月20日事件）に加わっていたため、バート・ザクサに収容された。

## 訳注
1. ↑  Natur = 「自然」とUrzeit = 「原始時代」を組み合わせた造語